# Grandeurs nature
Pour les articles homonymes, voir Grandeur nature.

Grandeurs nature est une émission de télévision française de documentaire présentée par Sébastien Folin (2009-2011), puis la voix-off (depuis 2011) et diffusée sur France 2 le dimanche à 16h25 de septembre 2009 au 26 juin 2016, le samedi après-midi de septembre 2016 au 30 juin 2018, tous les dimanches matins à 7h depuis septembre 2018,.